# Bernhard Wilhelm Siemens (1894-1978)

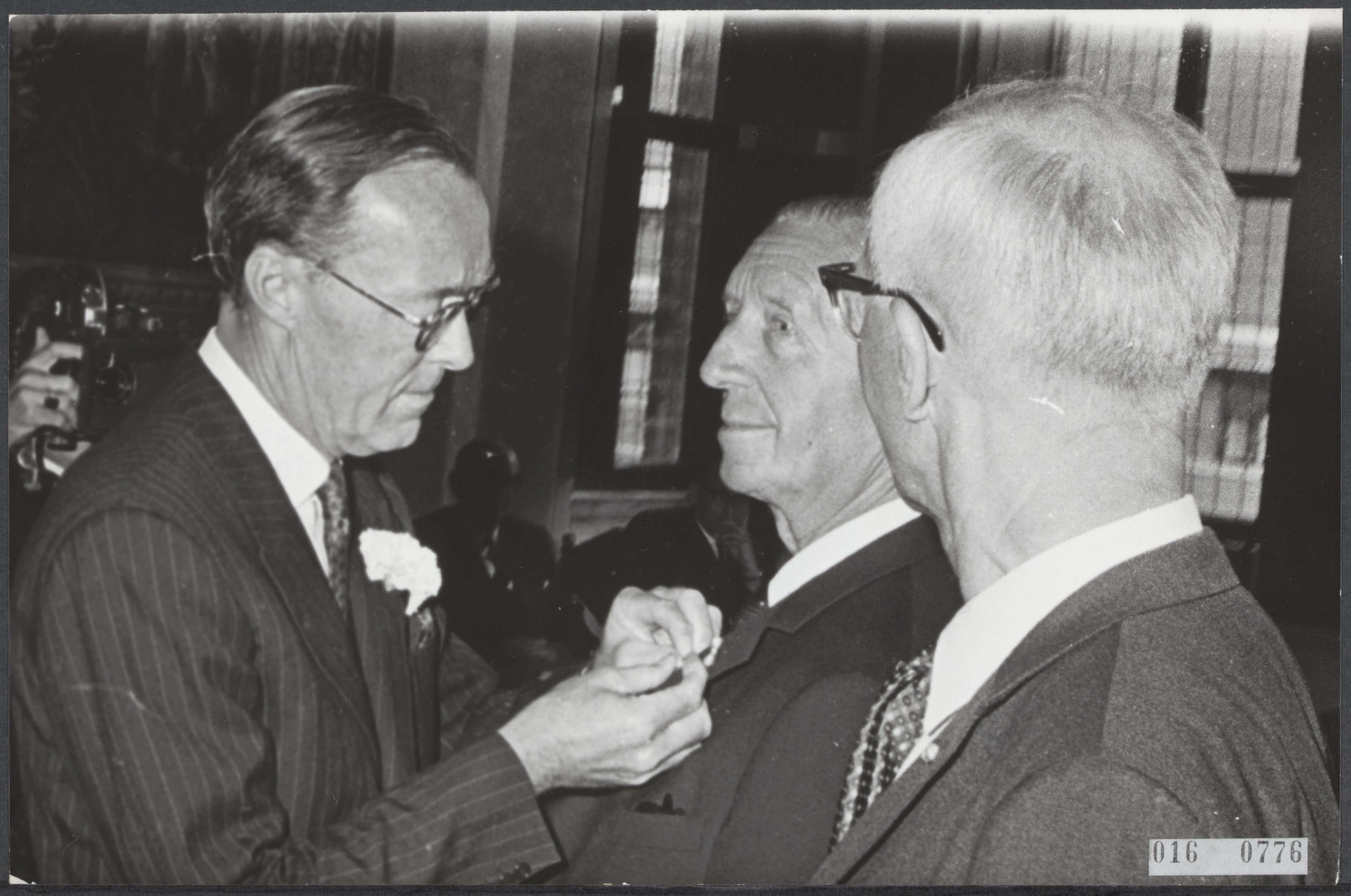
B.W. Siemens krijgt de Zilveren Anjer (1968)

Bernhard Wilhelm Siemens (Den Haag, 15 november 1894 - Paterswolde, 30 november 1978) was een Nederlandse landbouwer.
Hij was een zoon van boerendochter Everdina Torringa (1864-1904) en latere burgemeester B.W. Siemens (1661-1917). Zijn moeder stierf in 1904 in Davos, zijn vader overleed in 1917 in een sanatorium in Laag-Soeren. Hijzelf trouwde in 1927 met Cornelia Henderica (Corry) Siccama (1904-1975) uit welk huwelijk geen kinderen werden geboren.
Siemens werd landbouwer in de provincie Groningen. Zijn voorvaderen bekleedden vooraanstaande beroepen als burgemeester van Zuidbroek (vader),  arts in Uithuizen (grootvader, ook Bernard Wilhelm), arts in Scheemda (overgrootvader) en apotheker in Noordbroek (betovergrootvader). Zijn moeder kwam uit een landbouwersfamilie. Hij had tussen 1920 en 1954 een boerenbedrijf in Houwerzijl.
Siemens was zijdelings geïnteresseerd in zijn familiegeschiedenis, maar verdiepte zich verder in de historie toen hij beroepsmatig te maken kreeg met waterschappen. Aan de hand van gegevens in het Archief Groningen was hij vanaf circa 1918 bezig met onderzoek, dat steeds breder qua opzet werd. Ook grenzen (en grensgeschillen) tussen stroomgebieden, gemeenten, kloostergebieden,  waterschappen, zijlvesten en rechtsgebieden trokken zijn aandacht en zodoende kwam hij in aanraking met historische genootschappen zoals de Groninger Heerdencommissie etc. Nadat hij als boer met pensioen ging, vond hij het zijn (dag)taak de Groninger geschiedenis verder uit te diepen, vaak terzijde gestaan door zijn vrouw. Vanwege het nog niet (voldoende) beschikbaar zijn van kopieerapparaten moest alles nog in schriftjes overgezet worden, waar dan weer overheen geschreven en getekend moest worden als iets gewijzigd was.
Het monnikenwerk leverde uiteindelijk de Historische Atlas van de provincie Groningen op bestaande uit 43 kaarten; duiding werd gegeven middels een boekwerk (1962). Toen hij voor zijn “hobby” in 1968 onderscheiden werd met de Zilveren Anjer, vond hij vanwege zijn verrichte werk eigenlijk dat Bernhard van Lippe-Biesterfeld voor de uitreiking naar Groningen had moeten komen in plaats van dat hij vanuit zijn woonplaats Norg naar het Paleis op de Dam moest gaan. In de nasleep van boek en onderscheiding was Siemens blij dat het afgelopen was en zag dat de geschiedenis van de provincie opnieuw geschreven moest worden; het was de tijd van de grote ruilverkavelingen. Siemens hield zich ondertussen bezig met andere hobby’s, mede gezien zijn matige gezondheid.
In 1968 werd Siemens ook benoemd tot ridder in de Orde van Oranje-Nassau. Siemens werd 84 jaar en werd in stilte gecremeerd.